# Возвращение помидоров-убийц
«Возвращение помидоров-убийц» (англ. Return of the Killer Tomatoes) — комедийный фильм ужасов в жанре «чёрного юмора» 1988 года производства США. Продолжение фильма 1978 года «Нападение помидоров-убийц».

## Сюжет
Тэглайны: 
It’ll leave a bad paste in your mouth 

They were out for blood, and rotten to the core. Now they’re back… 

The vegetables of doom return! They’re bad and this time they’re really stewed!
Со времён Великой Помидорной Войны (Great Tomato War) прошло 25 лет. Помидоры повсеместно запрещены, но злобный гений профессор Мортимер Гангрин создал способ превращения этих овощей в людей. Для этого он использует токсичные отходы и музыку. Вырастив таким образом целую армию помидоров-убийц, Гангрин планирует завоевать мир, но ему снова помешает команда супер-героев: Чэд Финлеттер (племянник бравого Уилбура Финлеттера из «Нападения…») и его подруга Тэра, которая на самом деле тоже помидор, сбежавший от профессора.